# Joaquim Tomás Lobo de Ávila
Joaquim Tomás (em grafia antiga Thomaz) Lobo de Ávila (em grafia antiga d'Ávila) (Santarém, São Salvador, 15 de Novembro de 1819 — Lisboa, Encarnação, 31 de Janeiro de 1901), conhecido como 1.º Conde de Valbom, foi um político português, diplomata e coronel graduado de Engenharia.

## Família
Filho de Joaquim Anastácio Lobo de Ávila (? - 7 de Janeiro de 1884), Capitão e Coronel de Infantaria, que fez toda a Guerra Peninsular e foi condecorado no campo da Batalha de Albuhera, em 1811, em que os Exércitos Aliados derrotaram o General Soult, proprietário e lavrador abastado, e de sua mulher Mariana Vitória de Mendonça Pessanha Mascarenhas, irmão de Amândio José Lobo de Ávila, Francisco de Paula de Gouveia Lobo de Ávila e José Maria Lobo de Ávila e tio paterno de Artur Eugénio Lobo de Ávila e Rodrigo de Gouveia Lobo de Ávila.
Foi casado, desde 19 de Setembro de 1857, com Maria Francisca de Paula de Orta, natural de Alosno, Huelva, filha do 1.º visconde de Orta, António José de Orta, e de sua mulher Manuela de Jesús Thoronjo, espanhóis, de quem teve dois filhos: Carlos de Orta Lobo de Ávila (1860-1895), bacharel formado em Direito pela Faculdade de Direito da Universidade de Coimbra, deputado, Ministro das Obras Públicas e dos Negócios Estrangeiros, escritor e jornalista, um dos Vencidos da Vida, e Leonor de Orta Lobo de Ávila (1862-1955), que casou em 1889 com o 6.º marquês de Tancos, 12.º conde de Atalaia, D. Diogo Manuel de Noronha (1859-1929), com geração.

## Biografia

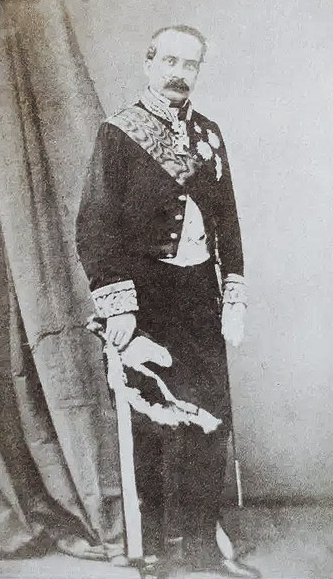
Conde de Valbom

Foi educado no Colégio Militar, onde concluiu o curso com dezassete anos de idade, laureado com os primeiros prémios.
Engenheiro formado com o curso da École Imperiale des Ponts et Chaussées, de Paris, foi um político que, entre outras funções, foi Deputado, Par do Reino, Diplomata, Ministro das Obras Públicas e Ministro dos Negócios Estrangeiros. Publicou uma extensa obra de carácter técnico e político, com destaque para o estudo das questões ferroviárias. Colaborou na publicação periódica A Sátira (1911).
Entre 1863 e 1864 foi o 12.º Grão-Mestre da Confederação Maçónica Portuguesa.
Pelo seu contributo à localidade, o então Presidente da Câmara Municipal de Cascais Jaime Artur da Costa Pinto deu o seu nome à Avenida Valbom, em Cascais. Também em Lisboa, na Freguesia de Nossa Senhora de Fátima, foi dado o seu nome à Avenida Conde de Valbom.
Faleceu aos 78 anos de idade, na sua residência, Rua das Chagas, número 28, freguesia da Encarnação de Lisboa, sendo sepultado no jazigo da família, no Cemitério dos Prazeres.